# Bom-Crioulo
Bom-Crioulo («Buen criollo») es una novela de Adolfo Caminha publicada en 1895, una de las primeras novelas brasileñas en abordar abiertamente el tema de la homosexualidad.
Bom-Crioulo fue recibido con un escandalizado silencio por la crítica literaria y por el público, debido a la osadía de abordar temas tabú, como el sexo interracial y la homosexualidad en el ambiente militar, con una frontalidad y un erotismo poco usuales para la época.

## Resumen de la obra
Amaro, el personaje principal, es un esclavo huido que ansía ser dueño de su propio destino. Es hábil como marinero, lo que le permite realizar su sueño de libertad y que, asociado a su físico imponente y musculoso, «sin un hueso a la vista», claramente más fuerte que lo de los otros marineros, lo transforma en alguien voluntarioso y benevolente, de tal forma que recibe el mote de Buen Criollo.
La disciplina de la Marina de Guerra le parece suave comparada con la de las haciendas de café, donde era esclavo, y el Buen Criollo sólo va a sentir su dureza cuando conoce a Aleixo, un bello grumete adolescente rubio, de ojos azules, de quien se enamora. Amaro deja de ser el marinero sumiso. Se ve envuelto en peleas para defender su amado, se emborracha y es castigado. Pero lo que obtienen de Aleixo en pago es más gratitud que amor.
En Río de Janeiro, después de la reforma de la corbeta en la que viajaban, Amaro alquila un cuarto para sí y para Aleixo en la pensión de una portuguesa, D.ª Carolina, antigua prostituta que él había salvado de una tentativa de asalto. La vida con Aleixo es casi marital y el Buen Criollo, enfrentando alguna impaciencia del muchacho, se deleita más con apreciar largamente su lindo cuerpo blanco, que con la obtención del placer sexual.
Pero esta vida casi matrimonial es efímera, pues el capitán del navío a donde Amaro es transferido es extremadamente rígido, dándole libertad sólo una vez por semana, lo que dificulta el encuentro de los amantes, que dejan de verse. Para empeorar, D.ª Carolina, decide seducir el adolescente, que se enamora lúbricamente de ella.
Amaro se abandona al aguardiente, desequilibrado, crea confusión y es castigado repetidamente. Es transferido a un hospital-prisión, donde se hunde en el tedio de la recuperación y del abandono. Solitario y fallido, Amaro se inquieta al saber que Aleixo lo había traicionado con una mujer. Huye de la prisión y, ya cerca de la pensión, encuentra Aleixo y lo mata trágicamente de un navajazo en medio de una multitud casi indiferente.